# Nova Iguaçu Futebol Clube

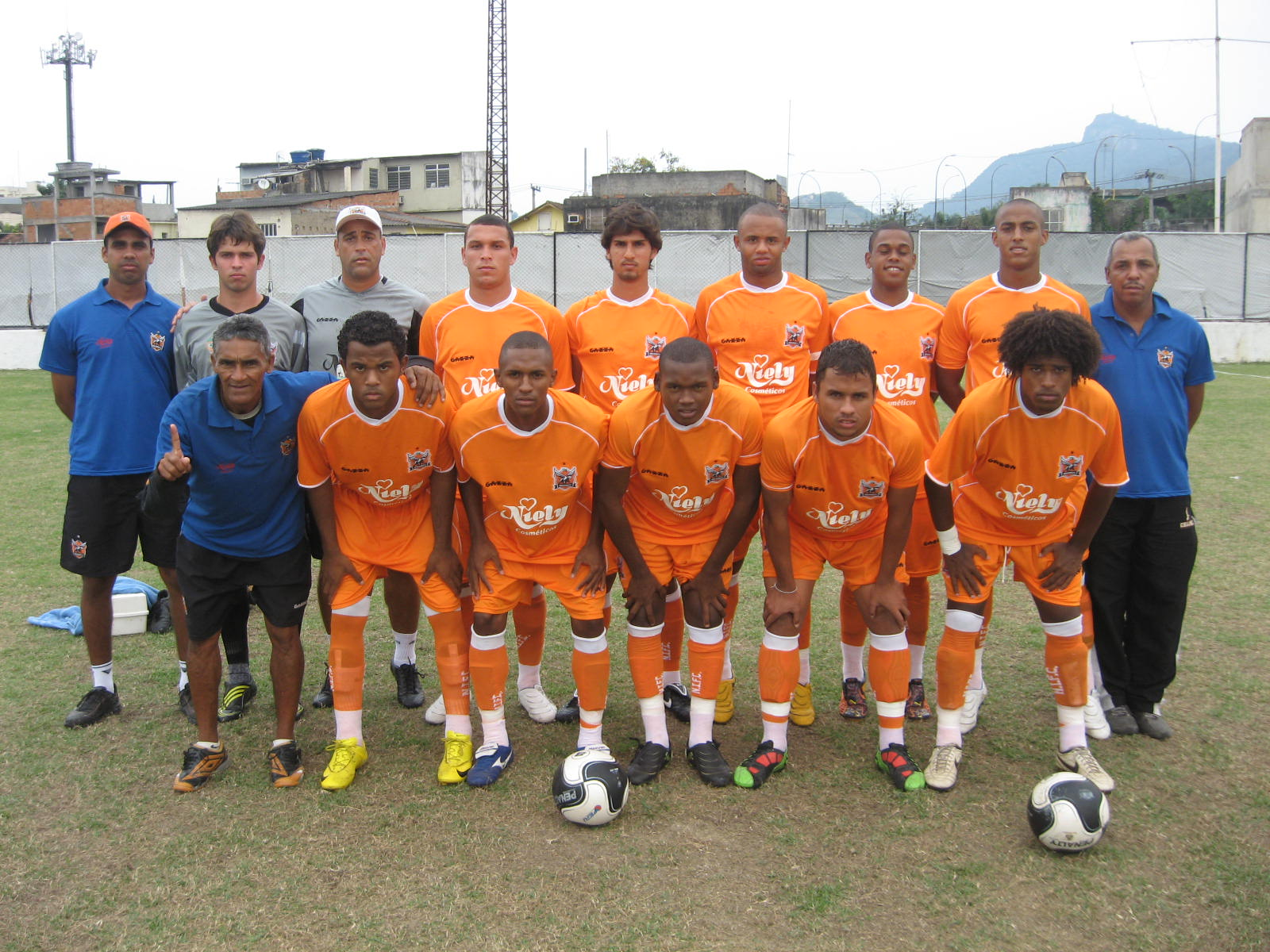
Equipo de 2010.

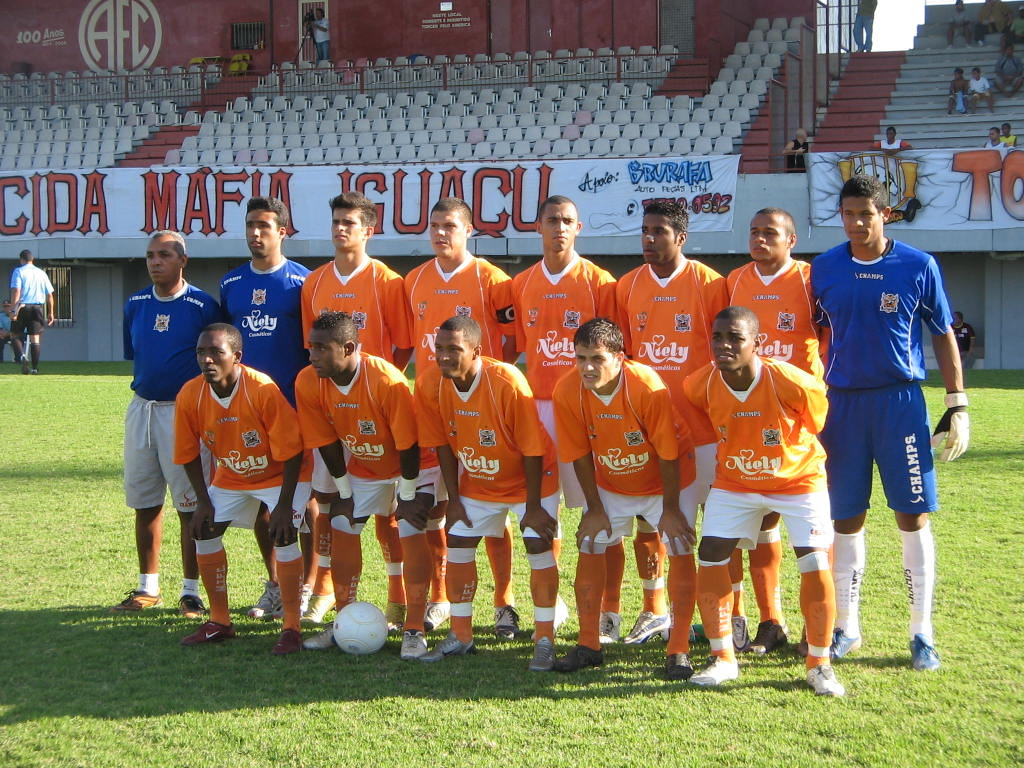
Equipo de 2008.

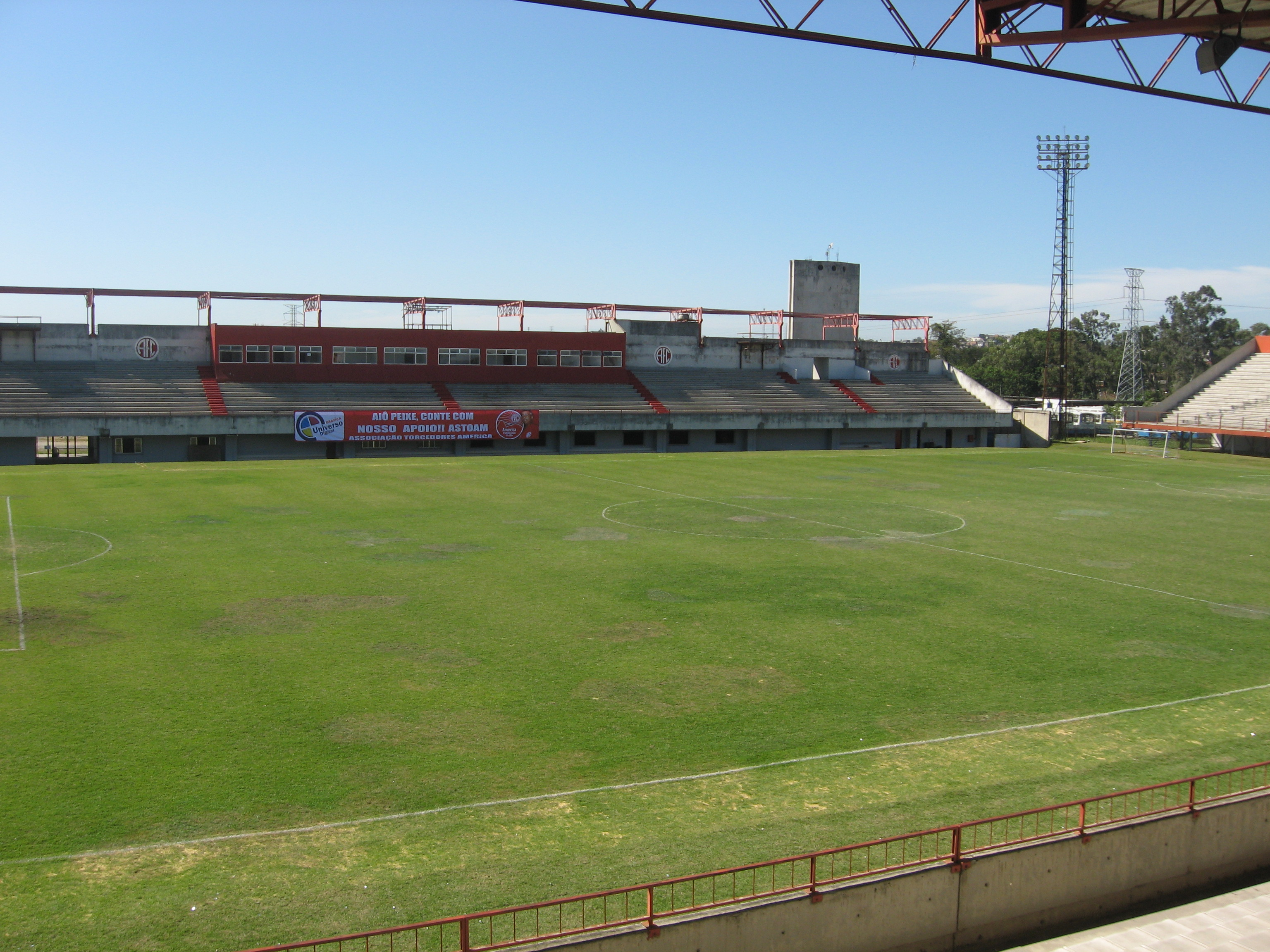
Estádio Giulite Coutinho

El Nova Iguaçu Futebol Clube es un equipo de fútbol de Brasil que juega en el campeonato Brasileño de Serie D, la cuarta división nacional; y en el Campeonato Carioca, la primera división del estado de Río de Janeiro.

## Historia
Fue fundado el 1 de abril de 1990 en el municipio de Nova Iguaçu por una idea de 25 empleados independientes liderados por Jânio Moraes. Zinho, campeón del mundo en Estados Unidos 1994, fue uno de sus fundadores y un director asociado del club.
En 1994 es campeón de la tercera división estatal y asciende a la segunda división, de la cual queda campeón en 2005 y por primera vez juega en el Campeonato Carioca en 2006.
Su primer partido en la primera división estatal lo juega el 14 de enero de 2006 ante el histórico Flamengo en el Estádio Raulino de Oliveira, con victoria por 1-0. Sin embargo, la alineación del Flamengo era de jugadores juveniles. En 2007 pierde la categoría tras lograr tan solo 2 puntos en 11 partidos jugados, quedando en última posición.
El 21 de junio de 2008 el equipo gana la Copa Rio por primera vez luego de vencer al Americano 3-2 en el Estádio Godofredo Cruz, Campos dos Goytacazes, casa del rival.
En 2010 logra ser subcampeón de la Segunda División Carioca, logrando regresar al Campeonato Carioca del año siguiente.
El 26 de febrero de 2012 logra ganar el trofeo único "Troféu Edilson Silva" del Campeonato Carioca, tras vencer en la final a Friburguense en tanda de penales. Posteriormente, el 24 de noviembre de 2012 logró hacerse con su segunda Copa Rio, tras vencer por 1-0 al Bangu en el acumulado de goles, teniendo en esta edición la oportunidad de elegir si poder participar de la Copa de Brasil o el Campeonato Brasileño de Serie D del año siguiente, optando por participar del segundo en mención.
En su primera participación en la Serie D, fue ubicado en el grupo 6, donde logró terminar en tercera posición de cinco equipos, sin embargo no pudo avanzar de fase, quedando eliminado. En el Campeonato Carioca de 2015 perdió la categoría por segunda vez en su historia, en esta ocasión tras quedar en penúltima posición. Al año siguiente logró regresar a la primera categoría estatal tras ser campeón del Campeonato Carioca - Serie B 2016.
En su regreso al Campeonato Carioca de 2017, logró terminar en quinta posición en la clasificación general (solo por detrás de Flamengo, Fluminense, Vasco y Botafogo), clasificando así a la Copa de Brasil y a la Serie D del año siguiente. En su primera participación en la Copa de Brasil, se enfrentó en primera ronda a Bragantino del estado de São Paulo, empatando de local por 1-1, sin embargo cayó eliminado, ya que el equipo paulista tenía ventaja en caso de empate. En su segunda participación en Serie D fue ubicado en el grupo 15, donde quedó en última posición de cuatro equipos, logrando solo 3 puntos en 6 partidos, cayendo eliminado.
En el Campeonato Carioca 2020 consumó su tercer descenso estatal, tras ser el peor equipo en la ronda preliminar. Tras su descenso, disputó el Campeonato Carioca - Série B1 2020, logrando avanzar hasta la fase final, donde se consagraría campeón y regresaría así al Campeonato Carioca de primera división para el próximo año. En el Campeonato Carioca 2021 logró terminar en primer puesto de la fase preliminar, logrando llegar a la fase principal. Posteriormente logró clasificarse por tercera vez en su historia a la Serie D.
En el Campeonato Carioca 2022 logró hacerse del trofeo único "Torneio Independência", clasificándose así a la Copa de Brasil del año siguiente. Además, logró ser subcampeón de la Taça Río del torneo, tras perder en la final por tanda de penales ante Resende, clasificando nuevamente a la Serie D.

## Palmarés
- Copa Río (2): 2008, 2012
- Torneio Independência (1): 2022
- Campeonato Carioca (1): 2012
- Campeonato Carioca Serie A2 (3): 2005, 2016, 2020
- Campeonato Carioca Serie B1 (1): 1994
- Copa João Ellis Filho (1): 2005
- Olimpíada da Baixada Fluminense (1): 2005
- Campeonato Iguaçuano (1): 2005
- Segundo Turno do Estadual de Profissionais do Módulo Especial (1): 1996
- Primeiro Turno de Profissionais da Série Intermediária (1): 1995